# هوندا سی‌آر-زد
هوندا سی‌آر-زد (به انگلیسی: Honda CR-Z) خودرویی است که در سال‌های ۲۰۱۰ تا ۲۰۱۶ در ژاپن تولید شده‌است. طراحی آن موتور جلو-محور جلو بوده و طول آن در حالت طبیعی ۴٬۰۸۰ میلیمتر (۱۶۰٫۶ اینچ) است. سیستم جعبه‌دندهٔ آن ۶ دنده به صورت دستی است.

## نگارخانه

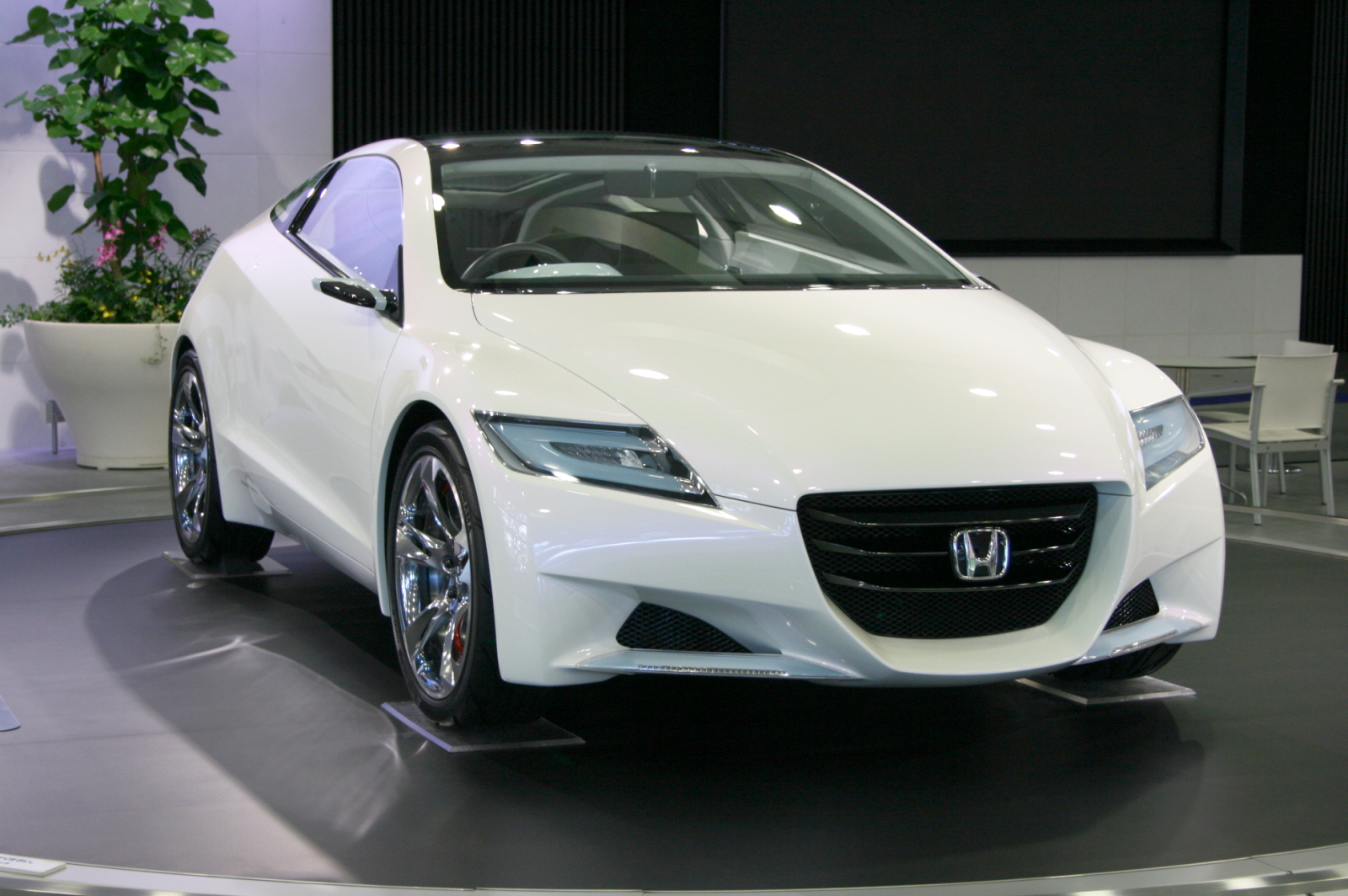
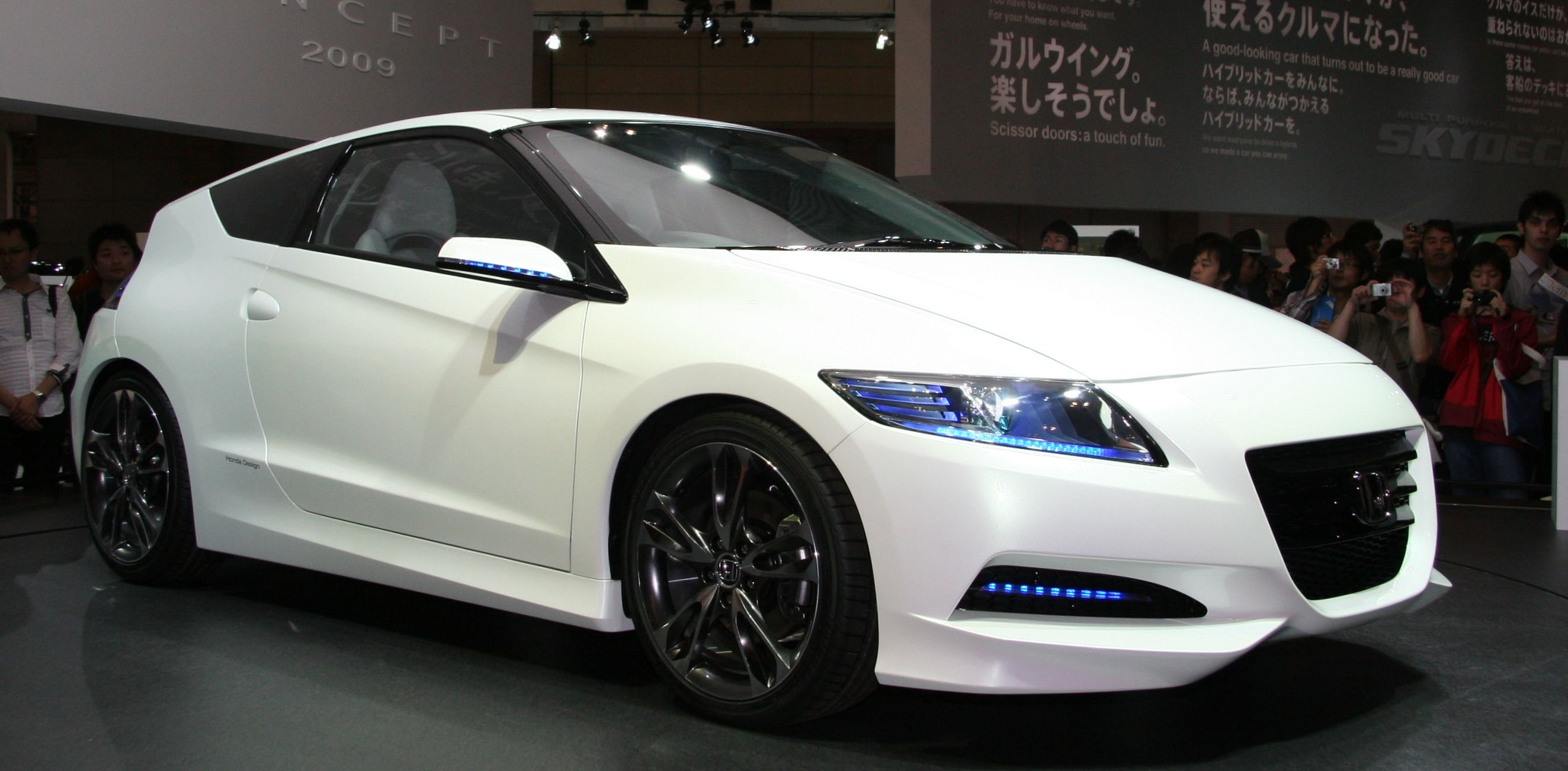
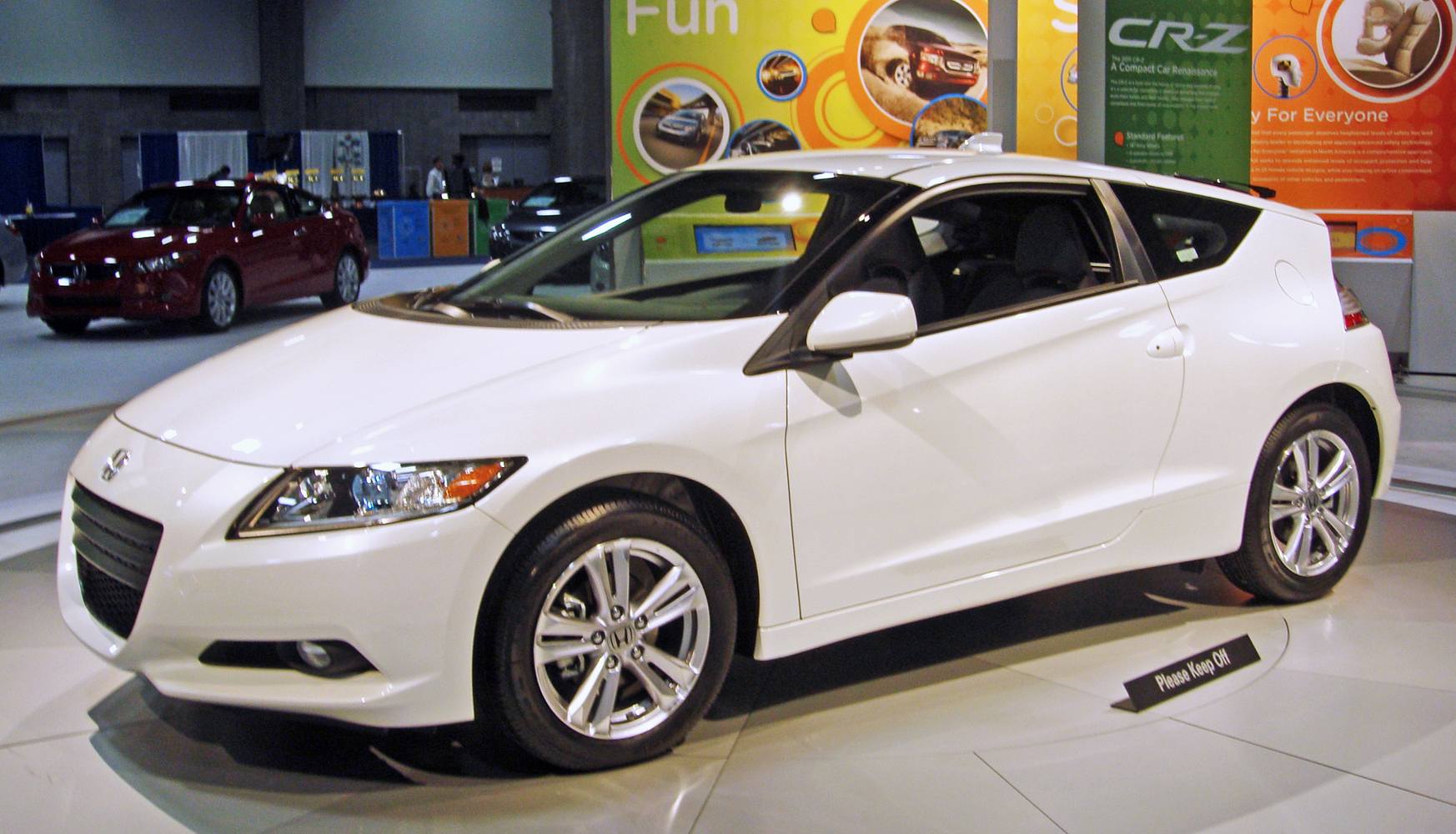
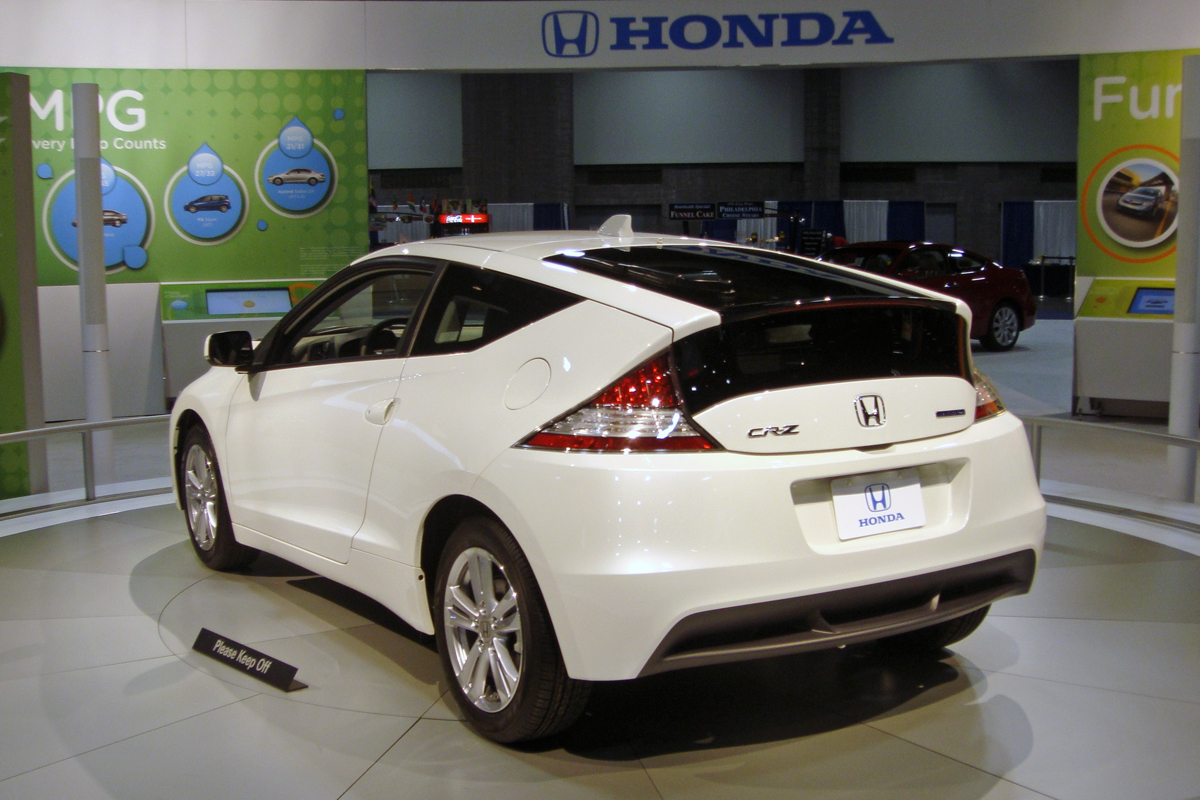
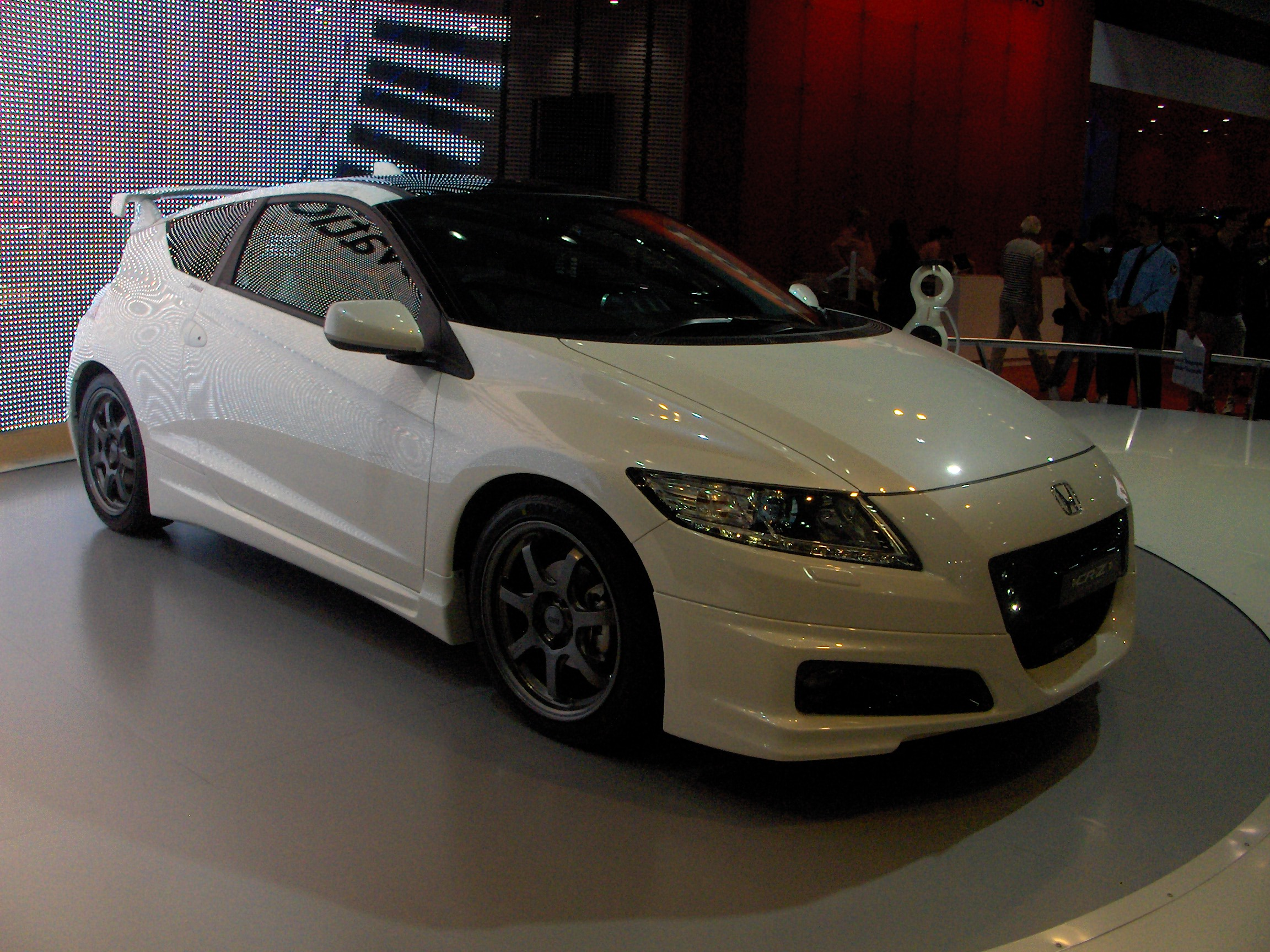